# Квадратное треугольное число
В теории чисел квадратным треугольным числом (или треугольным квадратным числом) называется число, являющееся как треугольным, так и квадратным.
Существует бесконечное число квадратных треугольных чисел.
Например, число 36 является и квадратным ({\displaystyle 6\times 6}), и треугольным {\displaystyle \left({\frac {9\times 8}{2}}\right)}:
| * · * · * · * · * · * · * · * · * · * · * · * · * · * · * · * · * · * · * · * · * · * · * · * · * · * · * · * · * · * · * · * · * · * · * · * | * · * · * · * · * · * · * · * · * · * · * · * · * · * · * · * · * · * · * · * · * · * · * · * · * · * · * · * · * · * · * · * · * · * · * · * |
Квадратные треугольные числа образуют последовательность:
0, 1, 36, 1225, 41616, 1413721, 48024900, 1631432881, 55420693056, 1882672131025, … (последовательность A001110 в OEIS).

## Формулы
Будем записывать Nk для k-го квадратного треугольного числа, sk и tk для сторон квадрата и треугольника соответственно, тогда
{\displaystyle N_{k}=s_{k}^{2}={\frac {t_{k}(t_{k}+1)}{2}}.}
Последовательности Nk, sk и tk присутствуют в OEIS (A001110, A001109 и A001108 соответственно).
В 1778 году Леонард Эйлер установил явную формулу:12—13
{\displaystyle N_{k}=\left({\frac {(3+2{\sqrt {2}})^{k}-(3-2{\sqrt {2}})^{k}}{4{\sqrt {2}}}}\right)^{2}.}
Другие эквивалентные формулы, которые могут быть выведены из этой формулы:
{\displaystyle {\begin{aligned}N_{k}&={1 \over 32}\left((1+{\sqrt {2}})^{2k}-(1-{\sqrt {2}})^{2k}\right)^{2}={1 \over 32}\left((1+{\sqrt {2}})^{4k}-2+(1-{\sqrt {2}})^{4k}\right)\\&={1 \over 32}\left((17+12{\sqrt {2}})^{k}-2+(17-12{\sqrt {2}})^{k}\right).\end{aligned}}}
Соответствующие явные формулы для sk и tk:13:
{\displaystyle s_{k}={\frac {(3+2{\sqrt {2}})^{k}-(3-2{\sqrt {2}})^{k}}{4{\sqrt {2}}}}}
и
{\displaystyle t_{k}={\frac {(3+2{\sqrt {2}})^{k}+(3-2{\sqrt {2}})^{k}-2}{4}}.}

## Уравнение Пелля
Связь квадратных треугольных чисел с уравнением Пелля можно получить следующим образом:
любое треугольное число имеет вид t(t + 1)/2, так что нужно найти t и s такие, что
{\displaystyle {\frac {t(t+1)}{2}}=s^{2}.}
Умножая левую и правую часть на 8 и выделяя полный квадрат, получим
{\displaystyle (2t+1)^{2}=8s^{2}+1,}
подставляя теперь x = 2t + 1 и y = 2s, мы получим диофантово уравнение
{\displaystyle x^{2}-2y^{2}=1,}
которое является уравнением Пелля.
Решениями этого уравнения служат числа Пелля Pk
{\displaystyle x=P_{2k}+P_{2k-1},\quad y=P_{2k};}
и потому все решения задаются формулами
{\displaystyle s_{k}={\frac {P_{2k}}{2}},\quad t_{k}={\frac {P_{2k}+P_{2k-1}-1}{2}},\quad N_{k}=\left({\frac {P_{2k}}{2}}\right)^{2}.}
Имеется множество тождеств, связанных с числами Пелля, а вышеприведённые формулы переводят их в тождества с квадратными треугольными числами.

## Рекуррентные отношения
Имеются рекуррентные отношения для квадратных треугольных чисел, как и для сторон соответствующих квадратов и треугольников. Мы имеем:(12)
{\displaystyle N_{k}=34N_{k-1}-N_{k-2}+2,N_{0}=0,N_{1}=1.}
{\displaystyle N_{k}=\left(6{\sqrt {N_{k-1}}}-{\sqrt {N_{k-2}}}\right)^{2},N_{0}=1,N_{1}=36.}
А также:13
{\displaystyle s_{k}=6s_{k-1}-s_{k-2},s_{0}=0,s_{1}=1;}
{\displaystyle t_{k}=6t_{k-1}-t_{k-2}+2,t_{0}=0,t_{1}=1.}

## Другие свойства
Все квадратные треугольные числа имеют вид b2c2, где b / c — значение подходящей дроби для непрерывной дроби квадратного корня из 2.
А. В. Сильвестер (A. V. Sylwester) дал короткое доказательство бесконечности количества квадратных треугольных чисел, а именно:
Если треугольное число n(n+1)/2 является квадратом, то существует большее треугольное число:
{\displaystyle {\frac {{\bigl (}4n(n+1){\bigr )}{\bigl (}4n(n+1)+1{\bigr )}}{2}}=2^{2}\,{\frac {n(n+1)}{2}}\,(2n+1)^{2}.}
И это значение должно быть квадратом, поскольку является произведением трёх квадратов: {\displaystyle 2^{2}} (очевидно), {\displaystyle (n(n+1))/2} (n-ое треугольное число — по предположению является квадратом) и {\displaystyle (2n+1)^{2}} (очевидно).
Производящей функцией для квадратных треугольных чисел будет:
{\displaystyle {\frac {1+z}{(1-z)(z^{2}-34z+1)}}=1+36z+1225z^{2}+\cdots .}

## Численные значения
С увеличением k, отношение tk / sk стремится к {\displaystyle {\sqrt {2}}\approx 1.41421}, а отношение соседних квадратных треугольных чисел стремится к {\displaystyle 17+12{\sqrt {2}}\approx 33.97056}.
{\displaystyle {\begin{array}{rrrrll}k&N_{k}&s_{k}&t_{k}&t_{k}/s_{k}&N_{k}/N_{k-1}\\0&0&0&0&&\\1&1&1&1&1&\\2&36&6&8&1.33333&36\\3&1\,225&35&49&1.4&34.02778\\4&41\,616&204&288&1.41176&33.97224\\5&1\,413\,721&1\,189&1\,681&1.41379&33.97061\\6&48\,024\,900&6\,930&9\,800&1.41414&33.97056\\7&1\,631\,432\,881&40\,391&57\,121&1.41420&33.97056\\\end{array}}}